# Küstenwach-, Sicherungs- und Schulboote der Marine (Bundeswehr)
Die Bundesmarine verfügte in den ersten Jahren ihres Bestehens über eine große Zahl kleinerer Küstenwach-, Sicherungs- und Schulboote, die neben ihren operativen Aufgaben eine bedeutende Rolle für die Ausbildung der Besatzungen neuer Schiffe und Boote hatten. Die Boote waren teilweise als Kriegsschiffe, teilweise als zivil besetzte Hilfsschiffe und zum Teil als Schwimmendes Gerät ohne feste Besatzung im Einsatz.
Die Fahrzeuge stammten aus der Kriegsmarine, aus den zwischen 1945 und 1956 unter alliierter Führung bestehenden deutschen Seeverbänden, dem Seegrenzschutz oder aus anderen Beständen. Außerdem wurden einige Fahrzeuge von der Bundesmarine in Auftrag gegeben.

## Klasse 359

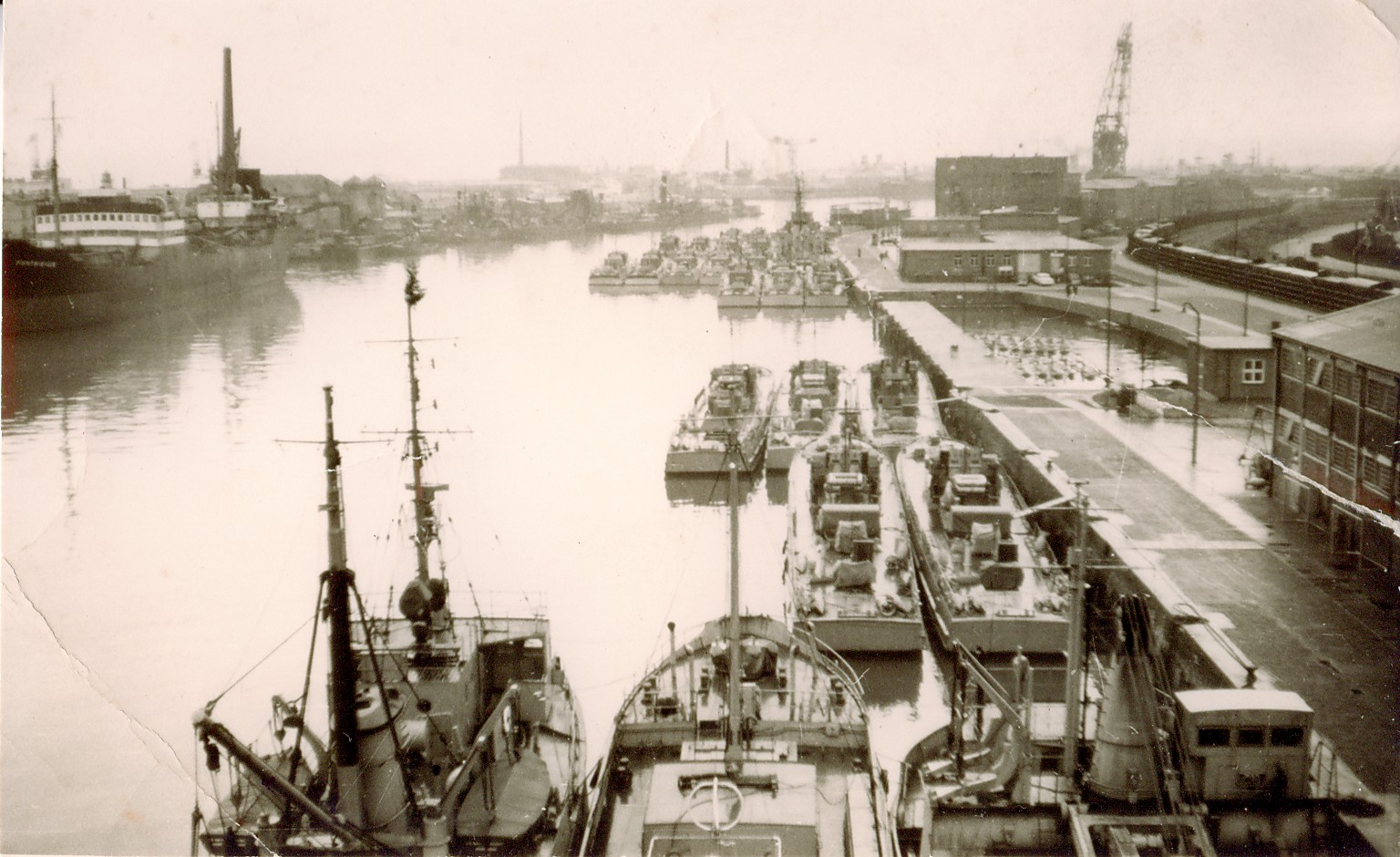
Die später an die Bundesmarine übergebenen Räumboote der Labor Service Unit (B) 1952 in Bremerhaven

Die Bundesmarine übernahm 1956 von der Labor Service Unit (B) der United States Navy 26 ehemalige Minenräumboote, die für die Kriegsmarine gebaut worden waren. Die meisten von ihnen wurden wieder als Minenabwehrfahrzeuge eingesetzt, einige wurden unmittelbar oder später zu Schul-, Wohn- oder Sicherungsbooten umgebaut. Als Sicherungs- und Schulboote wurden eingesetzt:
- Aldebaran, Schul- und Taucherhilfsboot der Minentaucherkompanie (1962–1970)
- AT 1, Schulboot der Marineartillerieschule (1957–1961), anschließend bis 1968 Übungshulk bei der Schiffssicherungslehrgruppe
- AT 2, Versuchs- und Erprobungsboot der Marineartillerieversuchsstelle und Schulboot der Marineartillerieschule (1957–1963)
- Capella, stationäres Schulboot der Technischen Marineschule II in Bremerhaven (1959–Mitte der 1960er Jahre)
- Merkur, Sicherungsboot für das 1. Ubootgeschwader (1963–1968)
- OT 1 (ex-R 406), Schulboot der Marineortungsschule (1957–1959)
- OT 1 (ex-Jupiter, ex R 137), Schulboot der Marineortungsschule (1959–1967)
- UW 4, Versuchs- und Erprobungsboot der Erprobungsstelle 71 (1964–1969)
- UW 5, Schulboot der Marineunterwasserwaffenschule (1956–1967)
- UW 6, Versuchs- und Erprobungsboot der Marine-Ujagdversuchsstelle und Schulboot der Marineunterwasserwaffenschule (1956–1963)

## Klasse 360/361

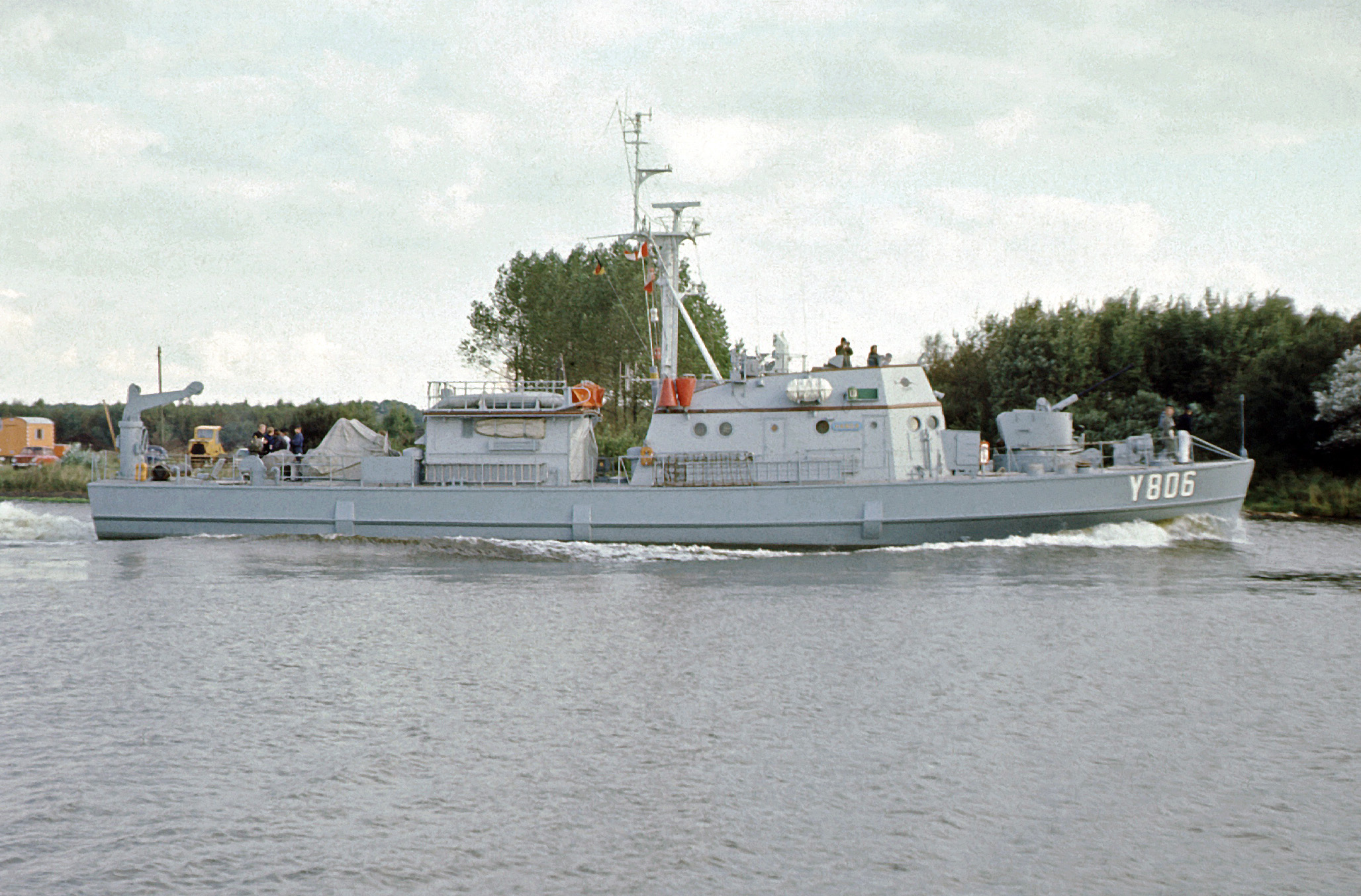
Hansa 1972 in Rendsburg

Die beiden Küstenwachboote der Klassen 360 und 361 Hansa und Niobe waren Prototypen für die 18 Küstenwachboote der Klasse 362, die sich später in die Klassen 393 (Ariadne-Klasse) und 394 (Frauenlob-Klasse) aufteilte.
Hansa und Niobe waren äußerlich ähnlich, unterschieden sich jedoch in ihrer Antriebsanlage. Beide Boote wurden 1958 im 3. Hafenschutzgeschwader in Dienst gestellt und wechselten 1960 zum 2. Küstenwachgeschwader, das 1965 in 10. Minensuchgeschwader umbenannt wurde. Sie wurden mehrfach umklassifiziert und später unterschiedlichen Aufgaben zugeführt. Im Einzelnen:
- Niobe, Klasse 361, ab 1968 Klasse 391, Küstenwachboot bis 1969, anschließend Umbau zum Sperrwaffen-Lenkboot (Erprobungsboot Klasse 740) und Dienst bei der Marinesperrwaffenversuchsstelle und der Erprobungsstelle 71. 1976 außer Dienst gestellt und verkauft.
- Hansa, Klasse 360, ab 1968 Klasse 392, Küstenwachboot bis 1968, anschließend Umbau zum Minentaucherboot Klasse 732, Schulboot der Minentaucherkompanie bis Außerdienststellung.

## Klasse 368

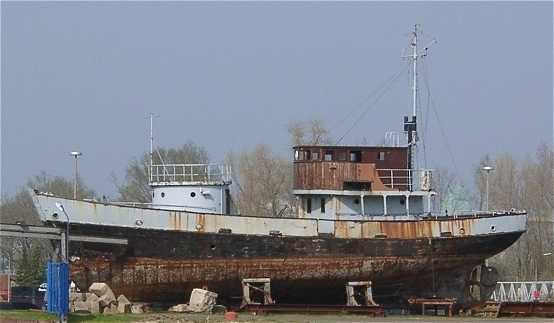
Ehemaliger KFK nach Ende seiner Dienstzeit in der Bundesmarine aufliegend

Die Bundesmarine übernahm am 1. Juli 1956 zehn als Wachboot eingesetzte Kriegsfischkutter des Seegrenzschutzes und das auf demselben Typ basierende Segelschulboot Nordwind. Die Wachboote bildeten das 1. Hafenschutzgeschwader, das 1960 in 1. Küstenwachgeschwader umbenannt wurde. Ab 1963 wurden sie als militärische Einheiten außer Dienst gestellt und zum größten Teil verkauft. Die Nordwind, zuletzt zivil besetzt, wurde 2006 außer Dienst gestellt und dem Deutschen Marinemuseum in Wilhelmshaven als aktives Museumsschiff übergeben.

## Klasse 369

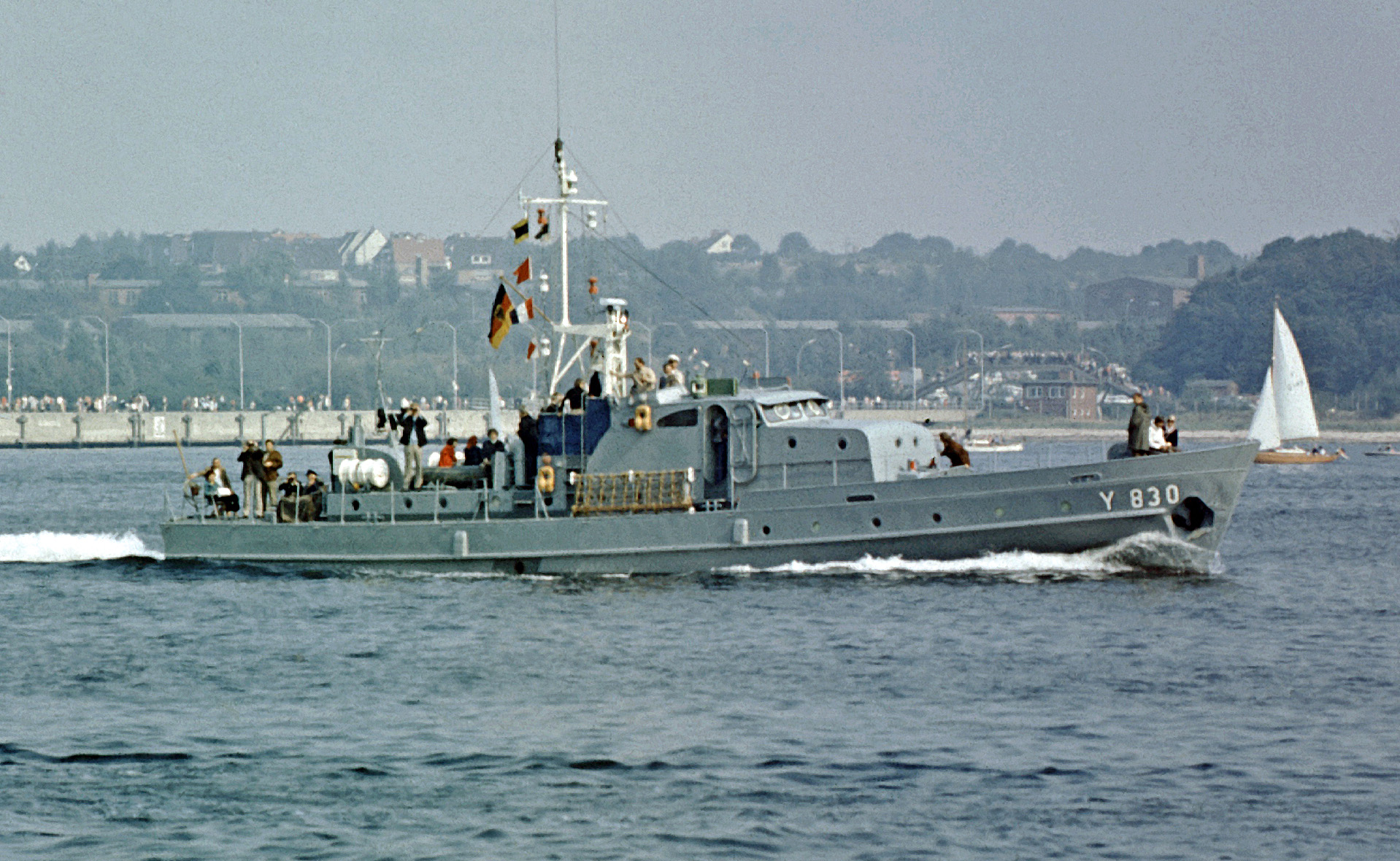
KW 16 1972 in Kiel

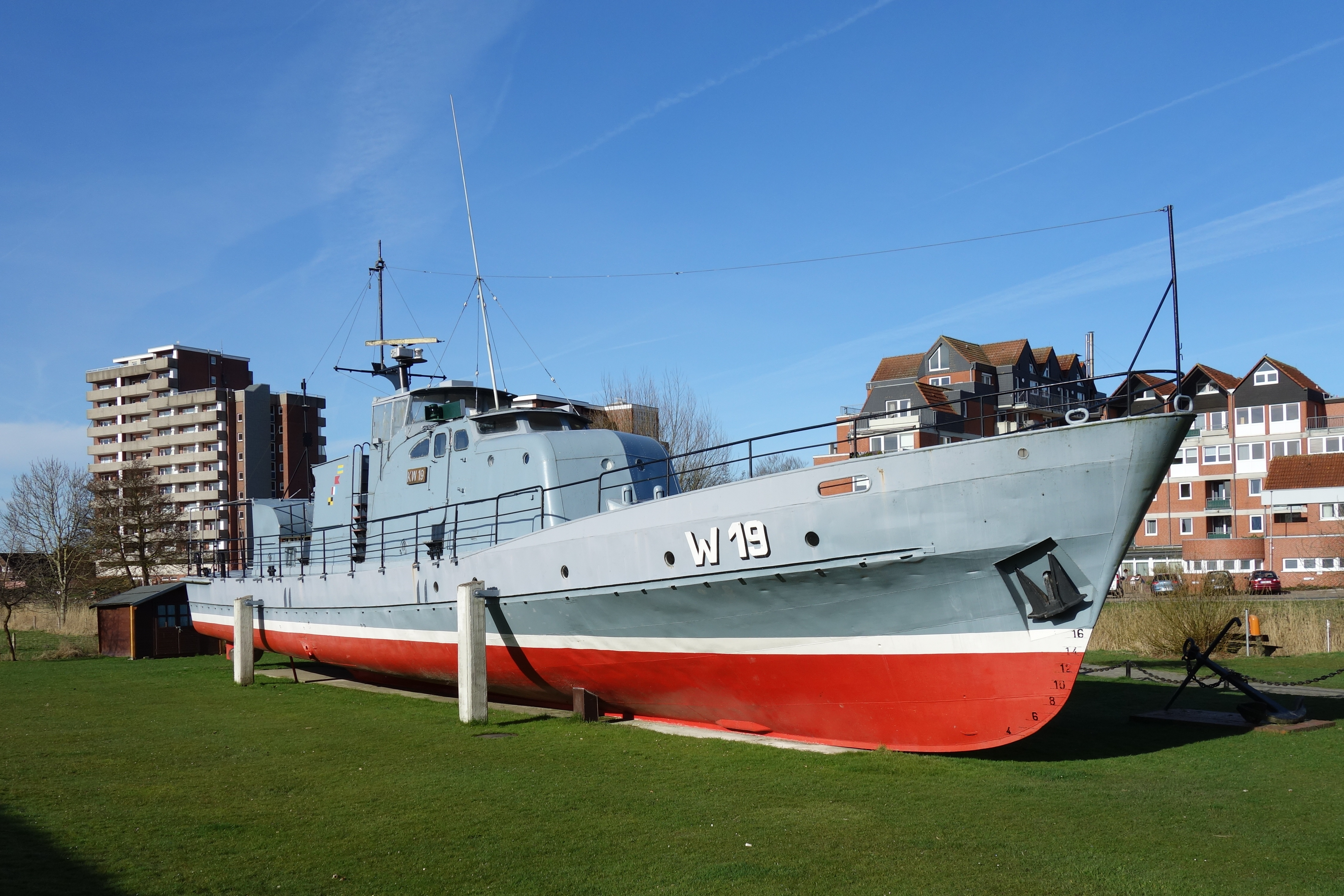
KW 19 als Ausstellungsstück in Horumersiel

Die sechs Küstenwachboote der Klasse 369 sind von der Labor Service Unit (B) der United States Navy bei der Lürssen-Werft in Vegesack gebaut und 1953 in Dienst gestellt worden. Sie bildeten die Weser River Patrol und waren unbewaffnet. Am 30. November 1956 wurden die Boote von der Bundesmarine als H 15 bis H 20 übernommen und dem 3. Hafenschutzgeschwader in Kiel zugeteilt. Nach dessen Umbenennung in 3. Küstenwachgeschwader wurden die Bezeichnungen der Boote etwa 1960 in KW 15 bis KW 20 geändert.
Während ihres Diensts in der Bundesmarine hatten die Boote eine Besatzung von 17 Mann. Sie waren mit zwei 20mm-Flak in Einzellafetten (KW 19: 4 20mm-Flak in Doppellafetten) bewaffnet. Ihre Höchstgeschwindigkeit betrug 25 Knoten.
Im Einzelnen:
- Vier Boote (15, 16, 17, 20) wurden 1963 außer Dienst gestellt und aufgelegt. Sie wurden 1964 als BG 1 bis BG 4 an den im Aufbau befindlichen Bundesgrenzschutz (See) ausgeliehen und anschließend an die Bundeswehr zurückgegeben, wo sie unter dem Wehrbereichskommando I als Sicherungsboote des Schießplatzes Todendorf eingesetzt wurden. Sie wurden etwa 1993/4 durch die Boote der Todendorf-Klasse ersetzt.
- KW 18 wurde 1965 außer Dienst gestellt und anschließend als zivil besetztes Verbindungsboot der Wehrbereichskommandos I eingesetzt. Ab 1967 wurde es wie die vorgenannten Boote zur Sicherung des Schießplatzes Todendorf abgestellt und ebenfalls 1993 außer Dienst gestellt. Seitdem liegt es als Museumsschiff und Café im hessischen Singliser See.[7]
- KW 19 diente nach der Zeit im 3. Küstenwachgeschwader zunächst als Schulboot der Marineartillerieschule, später als Verbindungsboot des Marinestützpunktkommandos Borkum, bis es 1981 außer Dienst gestellt wurde.

## Klasse 438/439

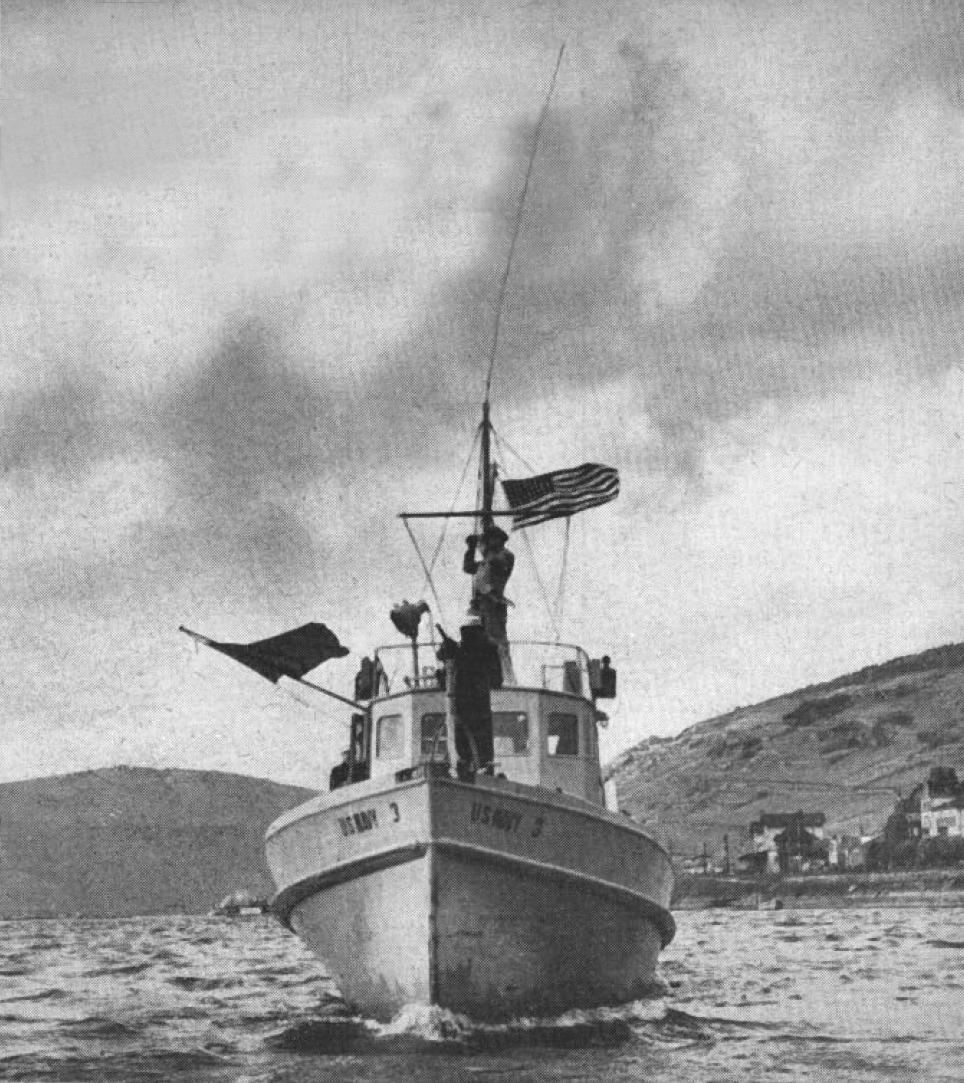
Ein ehemaliges Torpedofangboot der Kriegsmarine in amerikanischen Diensten. Diese Boote wurden ab 1956 von der Bundesmarine übernommen

Bei den Torpedofangbooten der Klassen 438/439 handelt es sich um ehemalige Arbeitsboote der Kriegsmarine und eventuell der Luftwaffe aus dem Zweiten Weltkrieg. Die Boote fielen anschließend in alliierte Hände, größtenteils der USA. Die United States Navy setzte sie als Patrouillenboote auf Rhein und Weser ein, z. B. in der Rhine River Patrol. In dieser Zeit führten sie als Kennung P-60XX. Einige waren zeitweise in privatem Besitz. Bei Aufstellung der Bundesmarine 1956 übernahm diese 19 der Boote für verschiedene Aufgaben, darunter Ausbildung, Unterstützung von Erprobungs- und Versuchsstellen, Vermessungen oder Absicherung des Schießplatzes Todendorf. Die meisten führten an Stelle von Namen nur Kennungen, nur wenige Boote führten einen Namen. Sie waren unbewaffnet und hatten meist eine zivile Besatzung von etwa 7 Mann. Es handelte sich um folgende Boote:
- TF 1, Marinefernmeldeschule, Erprobungsstelle 71, 1973 verkauft
- TF 2, Marinefernmeldeschule, Erprobungsstelle 71, zu unbekanntem Zeitpunkt verkauft
- TF 3, Marinefernmeldeschule, Erprobungsstelle 71, 1974 verkauft
- TF 4, Marinefernmeldeschule, Erprobungsstelle 71, 1970 ausgesondert
- TF 25, Marineunterwasserwaffenschule, als AM 1 (II) zu Erprobungsstelle 72, 1967 Abgabe an Griechenland, dort in Dienst als BB 15 Idi
- TF 26, Marineunterwasserwaffenschule, als AM 2 (I) zu Erprobungsstelle 72, umbenannt in Dienstboot Seefalke, 1971 über VEBEG verkauft
- TF 101, ab 1959 bei Erprobungsstelle 71, Verbleib?
- TF 102, ab 1959 bei Erprobungsstelle 71, Verbleib?
- TF 103, ab 1959 bei Erprobungsstelle 71, 1976 ausgesondert
- TF 105, ab 1959 bei Erprobungsstelle 71, Verbleib?
- B 1, Marineartillerieversuchsstelle, dann als TF 109 Erprobungsstelle 71, Verbleib?
- B 2, Marineartillerieversuchsstelle, dann TF 110 Erprobungsstelle 71, ca. 1970 umbenannt in Woge, 1976 ausgesondert
- B 3, Marineartillerieschule, umbenannt in Barbara, 1974 verkauft
- B 4, Marineunterwasserwaffenschule, umbenannt in MV 1, als AM 1 (I) zu Erprobungsstelle 72, 1967 Abgabe an Reservistenverein Düsseldorf
- B 5, Marineunterwasserwaffenschule, 1966 außer Dienst, als AK 5 zu Marinearsenal Kiel, dort später Radarbeschickungsboot Welle, 1975 ausgesondert
- Todendorf, Sicherheitsboot Schießplatzkommando Todendorf, 1970 verkauft
- Putlos, Sicherheitsboot Schießplatzkommando Todendorf, 1972 verkauft
- Hohwacht, Sicherheitsboot Schießplatzkommando Todendorf, 1974 abgegeben an Marine-Reservistenverband Bremen
- Heiligenhafen, Sicherheitsboot Schießplatzkommando Todendorf, 1976 verkauft

## Klasse 906
Die Flugsicherheitsboote der Klasse 906 waren drei von fünf Einheiten, die die britischen Streitkräfte in Deutschland 1954 für den Flugsicherungsdienst der Royal Air Force bei der Kröger-Werft in Rendsburg bestellt haben. 1955 abgeliefert wurden sie 1961 der Bundesmarine überlassen und der Marineseenotstaffel, später dem Marinefliegergeschwader 5 zugeteilt. Dort führten sie kurzzeitig eine militärische Besatzung von 15 Mann, später für den Rest ihrer Dienstzeit eine zivile Besatzung von sechs bis acht Mann. Sie hatten eine Höchstgeschwindigkeit von 30 Knoten und waren unbewaffnet. Die Boote trugen die Bezeichnungen FL 9 bis FL 11, bis sie 1975/6 außer Dienst gestellt wurden. Anschließend fanden sie unterschiedliche Verwendungen:
- FL 9: 1978 an privaten Eigner verkauft
- FL 10: 1976 in Dienst beim Marinestützpunktkommando Kiel als Verbindungsboot H 21, Verbleib unbekannt
- FL 11: 1975 in Dienst als Erprobungsboot EB 1 der Erprobungsstelle 71, 1977 ausgesondert

## Klasse 907
Die Boote der Klasse 907 waren 1941 für die deutsche Luftwaffe als Flugsicherungsboote des Typs B VI gebaut worden. Nach dem Kriegsende dienten sie in der amerikanischen Rhine River Patrol. Am 1. September 1957 wurden sie als Schulboote mit den Bezeichnungen FL 1 bis FL 3 der Marineschule Mürwik zugeteilt und 1962/3 ausgesondert. Sie hatten acht bis zehn Mann Besatzung, eine Höchstgeschwindigkeit von 18 Knoten und waren unbewaffnet. Lediglich FL 3 fand bis 1976 weitere Verwendung als Sicherungsboot Neuland beim Schießplatz Todendorf.

## Klasse 908
Das Flugsicherungsboot der Klasse 908 war zwischen 1935 und 1939 für die deutsche Luftwaffe gebaut worden. Es war kleiner und langsamer als die Boote der Klasse 907. es war von 1945 bis 1951 in alliierten Diensten, bevor es vom Seegrenzschutz als Schulboot Falke in Dienst gestellt wurde. Unter diesem Namen wurde es 1956 von der Bundesmarine übernommen und der Marineschule Mürwik zugeteilt. 1957 kam es unter der Bezeichnung FL 4 zur Marine-Seenotstaffel, wo es 1962 ausgesondert wurde.

## Klasse 909

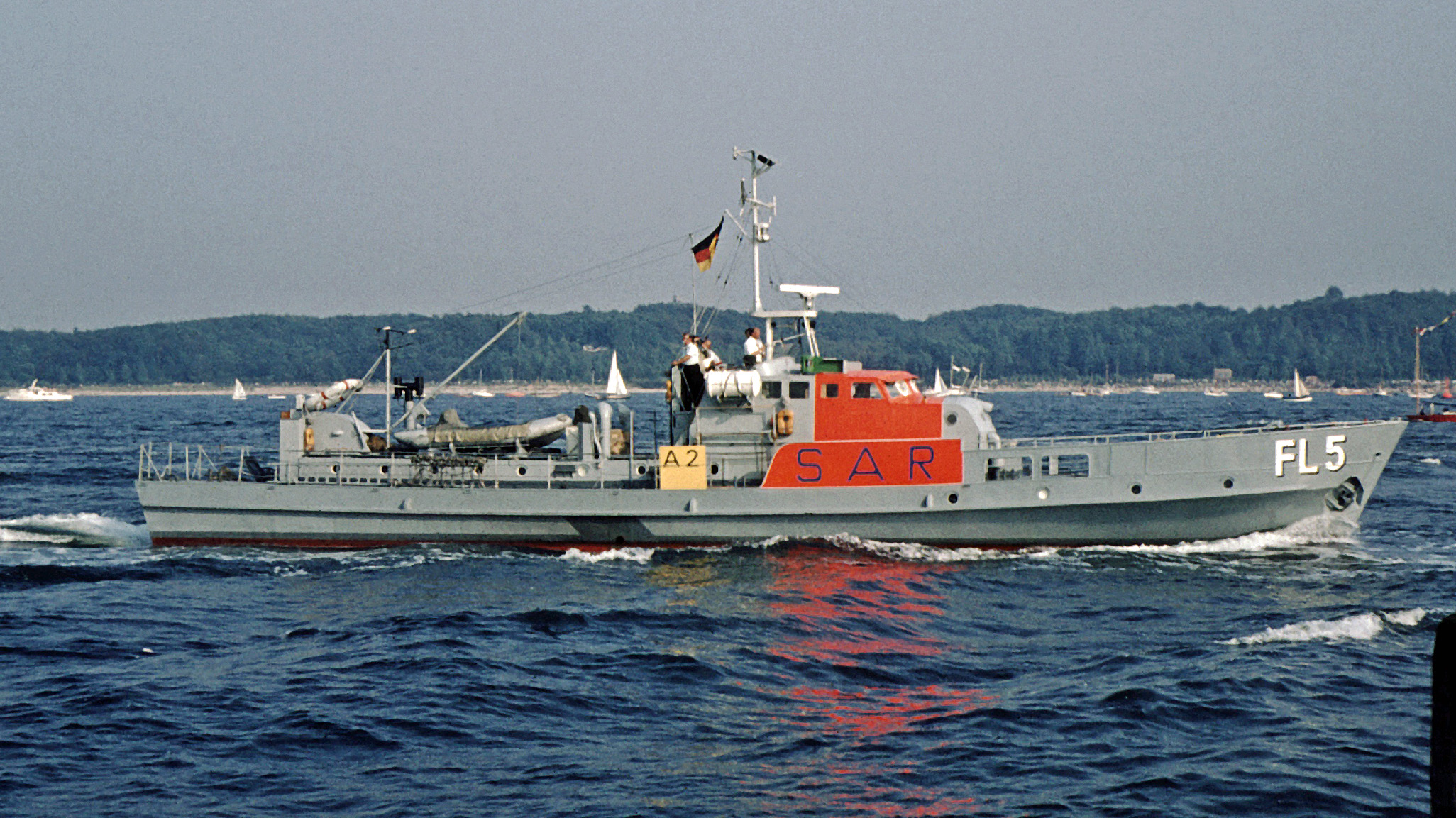
FL 5 in Kiel, Sept. 1972

Die Boote der Klasse 909 wurden nacheinander als Hafenschutz-, Küstenwach- und Flugsicherungsboote eingesetzt und bezeichnet. Sie wurden vom Seegrenzschutz bei der Lürssen-Werft bestellt und waren den Booten der Klasse 369 sehr ähnlich, die etwa gleichzeitig für die Labor Service Unit (B) auf derselben Werft gebaut worden sind. Allerdings bestand der Seegrenzschutz auf einer höheren Geschwindigkeit, so dass die Boote einen stärkeren Antrieb bekamen, der ihnen eine Höchstgeschwindigkeit von 28 Knoten verlieh. Am 1. Juli 1956 wurden die Boote von der Bundesmarine als H 11 bis H 14 übernommen und dem 3. Hafenschutzgeschwader in Kiel zugeteilt. Nach dessen Umbenennung in 3. Küstenwachgeschwader wurden die Bezeichnungen der Boote etwa 1960 in KW 11 bis KW 14 geändert. Sie hatten eine militärische Besatzung von 14 Mann und waren mit ein oder zwei 20mm-Flak bewaffnet. Anschließend führten die Boote eine reduzierte zivile Besatzung und fanden unterschiedliche Verwendung:
- KW 11 ab 1. August 1958 als FL 5 Flugsicherheitsboot beim Marinefliegergeschwader 5, dort 15. Oktober 1975 außer Dienst, am 8. Dezember 1975 als Sicherheitsboot H 11 für den Schießplatz Todendorf bis zur Außerdienststellung 1983
- KW 12 ab 1. August 1958 als Flugsicherheitsboot FL 6 beim Marinefliegergeschwader 5, dort 1. Dezember 1970 außer Dienst, am 7. Juli 1971 über die VEBEG an einen privaten Käufer abgegeben
- KW 13 ab 1. August 1958 als Flugsicherheitsboot FL 7 beim Marinefliegergeschwader 5, dort 15. Oktober 1975 außer Dienst, am 8. Dezember 1975 als Sicherheitsboot H 13 für den Schießplatz Todendorf bis zur Außerdienststellung 1992
- KW 14 ab 1. August 1958 als Flugsicherheitsboot FL 8 beim Marinefliegergeschwader 5, dort 15. September 1975 außer Dienst, Auflieger im Marinearsenal Kiel, am 10. Mai 1977 Abgabe an die Wasserschutzpolizei Bremen, dort in Dienst als Bremen-14